# Colditz (série télévisée)
Pour les articles homonymes, voir Colditz (homonymie).
Colditz est une série télévisée britannique en 28 épisodes de 50 minutes, créée par Brian Degas (en) et Gerard Glaister (en) et diffusée entre le 19 octobre 1972 et le 1er avril 1974 sur BBC1. Son scénario est basé sur les livres de Patrick Robert Reid sur le camp de prisonniers de guerre du château de Colditz et les évasions qui en ont eu lieu.
En France, la série a été diffusée à partir du 11 janvier 1975 sur TF1.

## Synopsis
Cette série met en scène la vie quotidienne des prisonniers de guerre incarcérés au Château de Colditz durant la Seconde Guerre mondiale.

## Distribution
- David McCallum : Lieutenant Simon Carter
- Robert Wagner : Major Phil Carrington
- Christopher Neame : Lieutenant Dick Player
- Edward Hardwicke : Capitaine Pat Grant (1972-1973)
- Jack Hedley : Lieutenant-Colonel John Preston
- Bernard Hepton : Kommandant
- Paul Chapman : Capitaine George Brent
- Hans Meyer : Hauptman Franz Ulmann
- Richard Heffer : Capitaine Tim Downing
- Dan O'Herlihy : Lieutenant-Colonel Max Dodd (1974)
- Anthony Valentine : Major Horst Mohn (1974)
- Peter Penry-Jones : P.O. Peter Muir (1972-1973)
- Nicholas McArdle : Capitaine Richard Walters (1974)

## Épisodes

### Première saison (1972-1973)
1. L'Invaincu (The Undefeated)
2. Présumé: mort (Missing, Presumed Dead)
3. Nom, grade et matricule (Name, Rank and Number)
4. Bienvenu à Colditz (Welcome to Colditz)
5. Plan de sécurité (Maximum Security)
6. L'esprit de la liberté (The Spirit of Freedom)
7. Un homme sous la pluie (Lord, Didn't It Rain)
8. Le traître (The Traitor)
9. Corruption (Bribery and Corruption)
10. Folie (Tweedledum)
11. Cour martiale (Court Martial)
12. Meurtre ? (Murder?)
13. Evasion (The Way Out)
14. Liberté - Partie 1 (Gone Away - Part 1)
15. Liberté - Partie 2 (Gone Away - Part 2: with the wild geese)

### Deuxième saison (1974)
1. L'arrivée d'un héros (Arrival of a Hero)
2. Fantômes (Ghosts)
3. Un homme étrange (Odd Man In)
4. Les invités (The Guests)
5. Une grenouille au fond d'un puits (Frogs in the Well)
6. Plusieurs cartes à son jeu (Ace in the Hole)
7. Filer à l'anglaise (French Leave)
8. Le joueur (The Gambler)
9. Officier supérieur américain (Senior American Officer)
10. V.I.P (Very Important Person)
11. Caméléon (Chameleon)
12. Condamnation à mort (Death Sentence)
13. Libération (Liberation)

## Commentaires
Cette série est inspirée de la véritable histoire de la forteresse de Colditz, réputée imprenable, qui servait de camp d'internement pour officiers alliés (Oflag) et accueillait les prisonniers de guerre ayant tenté de s'évader d'autres camps à plusieurs reprises.
Colditz se trouvant, à l'époque du tournage, sur le territoire de la République démocratique allemande, on se servit du cadre du Château de Stirling en Écosse et de l'usine à coton de Calver dans le Derbyshire en Angleterre pour filmer les scènes extérieures.